# Koeppchen Wormeldange
FC Koeppchen Wormeldange (lux.: FC Koeppchen Wuermer) is een Luxemburgse voetbalclub uit Wormeldange. In 1919 werd de vereniging opgericht. De traditionele kleuren zijn zwart en wit.